# Stationsbyfotografen
|  | Denne artikel er oprettet af botten PalnaBot ud fra en ekstern database. Den kan derfor have sproglige fejl eller mangler. Denne skabelon kan fjernes efter kontrol af indholdet. |

Stationsbyfotografen er en dokumentarfilm instrueret af Jørgen Vestergaard efter manuskript af Jørgen Vestergaard.

## Handling
På grundlag af fotograf Svend Mikkelsens stumme 16mm optagelser på knap 4 timer tegner filmen et billede af livet i Fjerritslev, en typisk dansk stationsby i 30'erne og 40'erne. Der er glimt af arbejdsliv og fritidsfornøjelser, og der er hestemarked, dyrskue og byfest. Et stort byggeprojekt følges gennem flere år: opførelsen af Aggersundbroen.